# Качковка (река)
Качковка — река в России, протекает в Ловозерском районе Мурманской области. Длина реки составляет 59 км, площадь водосборного бассейна 840 км².
Начинается в заболоченной тундре. Течёт в общем восточном направлении, отклоняясь в верховьях к северу, а в низовьях к югу. Впадает в губу Качковскую Белого моря. Река порожиста на всём протяжении. Её долина занята болотами и мелкими озёрами.
В 7 км от устья, по правому берегу реки впадает река Нижняя Коттевая. В 9,5 км от устья, по левому берегу реки впадает река Травяная.

## Данные водного реестра
По данным государственного водного реестра России относится к Баренцево-Беломорскому бассейновому округу, водохозяйственный участок реки — реки бассейна Белого моря от западной границы бассейна реки Иоканга (мыс Святой Нос) до восточной границы бассейна реки Нива, без реки Поной. Речной бассейн реки — бассейны рек Кольского полуострова и Карелии, впадает в Белое море.
Код объекта в государственном водном реестре — 02020000212101000005581.